# Heinrich Wägenbaur
Heinrich „Heiner“ Wägenbaur (* 22. Juni 1897 in Köln; † 28. Januar 1976 in Heidelberg) war ein deutscher Maler des Magischen Realismus. Wägenbaur gehörte zur sogenannten Vergessenen Generation von Künstlern, die durch den Nationalsozialismus als Künstler de facto unsichtbar gemacht worden waren.

## Leben und Werk
Wägenbaur studierte von 1919 und 1921 Kunstgeschichte an den Universitäten Tübingen und München. Ab 1922 studierte er zunächst bei Arnold Waldschmidt Malerei in Stuttgart. Später studierte er bei Karl Caspar an der Münchener Akademie Wandmalerei. Wägenbaur war seit 1924 Mitglied der Stuttgarter Sezession, schloss sich aber 1929 mit sieben anderen Malerkollegen (Erhardt Brude, Wilhelm Geyer, Mannfred Henninger, Walter H. Kohler, Alfred Lehmann, Gustav Schopf und dem Kopf der Gruppe Manfred Pahl) zur Stuttgarter Neuen Sezession zusammen. Er nahm an den Ausstellungen der neuen Gruppierung 1929 in Stuttgart und Heilbronn und 1930 in Berlin an der „Freien Kunstschau“ teil. Wägenbaur unterhielt ab 1930 ein Atelier in Tübingen. 1933 richtete er sich ein Atelier in Berlin ein. Ab 1945 bewirtschaftete er einen eigenen Bauernhof bei Tübingen. 1960 nahm er die Malerei wieder auf. Heinrich Wägenbaur verband eine enge Freundschaft mit dem Tübinger Maler Georg Alfred Stockburger.
Innerhalb des Stilprinzips des magischen Realismus wahrte Wägenbaur seinen persönlichen Ausdruck in einer Kompositionstechnik von außerordentlicher Klarheit. Diese spezifische, klare Kompositionstechnik hielt er sowohl in Landschaftsbildern wie beispielsweise „Bodensee“ (1939) als auch in Personenbildern wie „Gruppe von vier Mädchen“ (1963) oder „Schwebend-schlafendes Liebespaar über der Stadt“ (1963) sein ganzes Künstlerleben lang durch. Die Personenbilder Wägenbaurs zeichnen sich häufig durch eine blockhaft-tektonische Körperauffassung aus. In seinen Kinderbildern erreicht er mit bewusst eingesetzter Unnatürlichkeit eine naive Wirkung. Den sinnlichen Reiz der Farbe schaltet er hier „zugunsten einer dumpfen Tonigkeit“ aus.

## Ausstellungen
- 1924 (Juni – September): Teilnahme an der zweiten Ausstellung der Stuttgarter Sezession auf dem Gelände der Bauausstellung gegenüber dem neuen Stuttgarter Bahnhof.[5]
- 1926 (April – Mai): Teilnahme an der dritten Ausstellung der Stuttgarter Sezession im Neuen Kunstgebäude im Stuttgarter Schlossgarten.[5]
- 1929 (Beginn 20. August): Teilnahme an der ersten Ausstellung der Stuttgarter Neuen Sezession im Württembergischen Kunstverein, Stuttgart[6]